# المعلقة (مستباء)

تعديل مصدري - تعديل

المعلقة هي إحدى قرى عزلة غرب مستباء بمديرية مستباء التابعة لمحافظة حجة، بلغ تعداد سكانها 1719 نسمة حسب تعداد اليمن لعام 2004.